# Ancienne église Saint-Paul de Calce
Pour les articles homonymes, voir église Saint-Paul.
Pour église paroissiale de Calce, voir église Saint-Paul de Calce.
L'église Saint-Paul de Calce est une église romane située à Calce, dans le département français des Pyrénées-Orientales.